# Exodictyon parkinsonii
Exodictyon parkinsonii är en bladmossart som beskrevs av Jules Cardot 1905. Exodictyon parkinsonii ingår i släktet Exodictyon och familjen Calymperaceae. Inga underarter finns listade i Catalogue of Life.